# Miglio nautico
Il miglio nautico o, più precisamente, il miglio nautico internazionale (chiamato anche miglio marino e abbreviato con il simbolo M, NM, o, meno frequentemente, nmi, dall'inglese nautical mile) è una unità di misura di lunghezza equivalente a 1852 m. La forma plurale è miglia nautiche o miglia marine. Da questa unità di misura se ne ricava un'altra, il nodo, che è usata per misurare la velocità (1 nodo è definito come 1 miglio nautico all'ora).

## Definizione

Schema che illustra la definizione di acque territoriali e zona economica esclusiva in miglia nautiche

Il miglio marino è pari alla lunghezza dell'arco di meridiano sotteso da un angolo di 1′ sul parallelo medio di 44° 20′ (definizione del 1929, redatta durante la International Extraordinary Hydrographic Conference di Monaco – recepita dagli Stati Uniti nel 1954 e dal Royal Hydrographic Office britannico nel 1970).
Infatti sapendo che la circonferenza della Terra all'equatore o di un circolo massimo (meridiano e antimeridiano) è di circa 40000 km e che ogni circonferenza è composta di 360 gradi e in ogni grado ci sono 60 primi possiamo dedurre che dividendo i 40000 km per 21600′ (360×60) otteniamo la misura di 1,85185 km arrotondati per convenzione a 1852 m.
Ma la misura di 1852 m per il miglio nautico è una media tra le misurazioni a latitudini diverse. Infatti la Terra, a causa della rotazione attorno al proprio asse, non è una sfera perfetta ma è schiacciata ai poli. L'arco di meridiano sotteso a 1' risulta quindi essere diverso alle varie latitudini e cioè:
- Alla latitudine di 0° è 1843 m
- Alla latitudine di 30° è 1847 m
- Alla latitudine di 45° è 1852 m
- Alla latitudine di 60° è 1857 m
- Alla latitudine di 75° è 1860 m
- Alla latitudine di 90° è 1862 m

## Utilizzo
Il Sistema internazionale di unità di misura ne ammette l'uso per la navigazione aerea e marittima.
Viene utilizzato inoltre come riferimento per la definizione delle acque territoriali e la Convenzione delle Nazioni Unite sul diritto del mare ha stabilito il suo impiego per definire la nozione di Zona Economica Esclusiva.

## Unità di misura simili
Il miglio nautico internazionale non va confuso con altre unità di misura molto simili quali:
- miglio marino italiano, che equivale a 1851,6 m;
- miglio marino inglese o miglio nautico inglese, pari a 1853,18 m;
- miglio marino statunitense o miglio nautico statunitense, pari a 1853,24 m.